# 헤프구

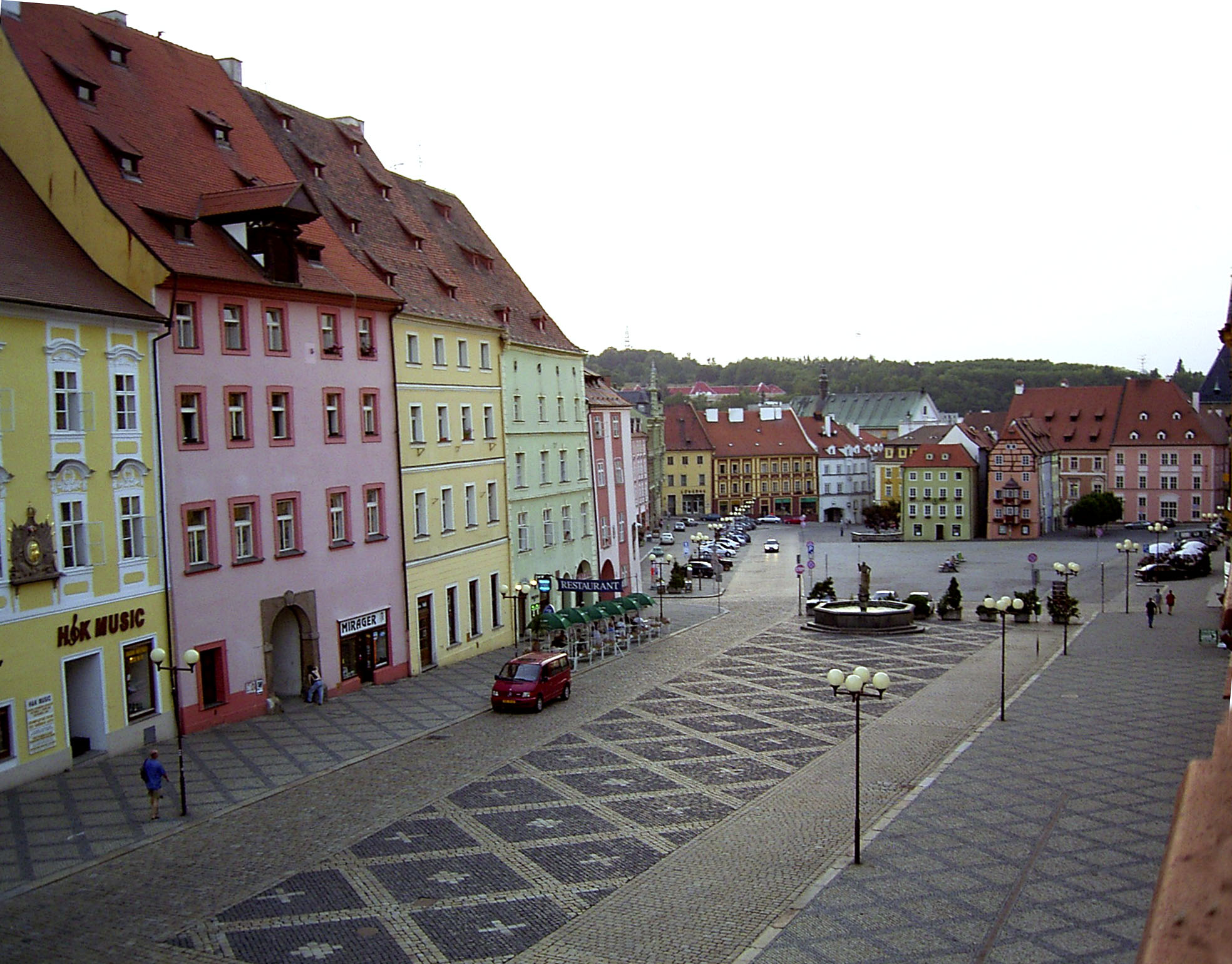
헤프구의 행정 중심지인 헤프

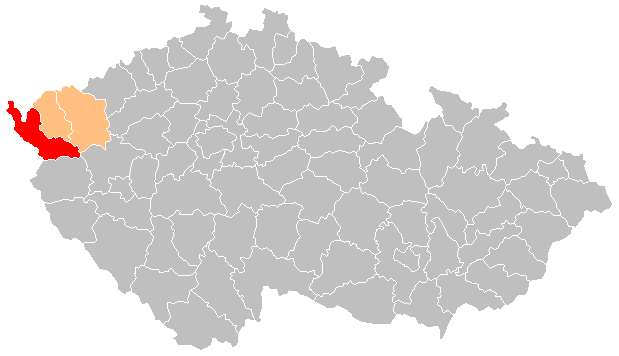
헤프구의 위치

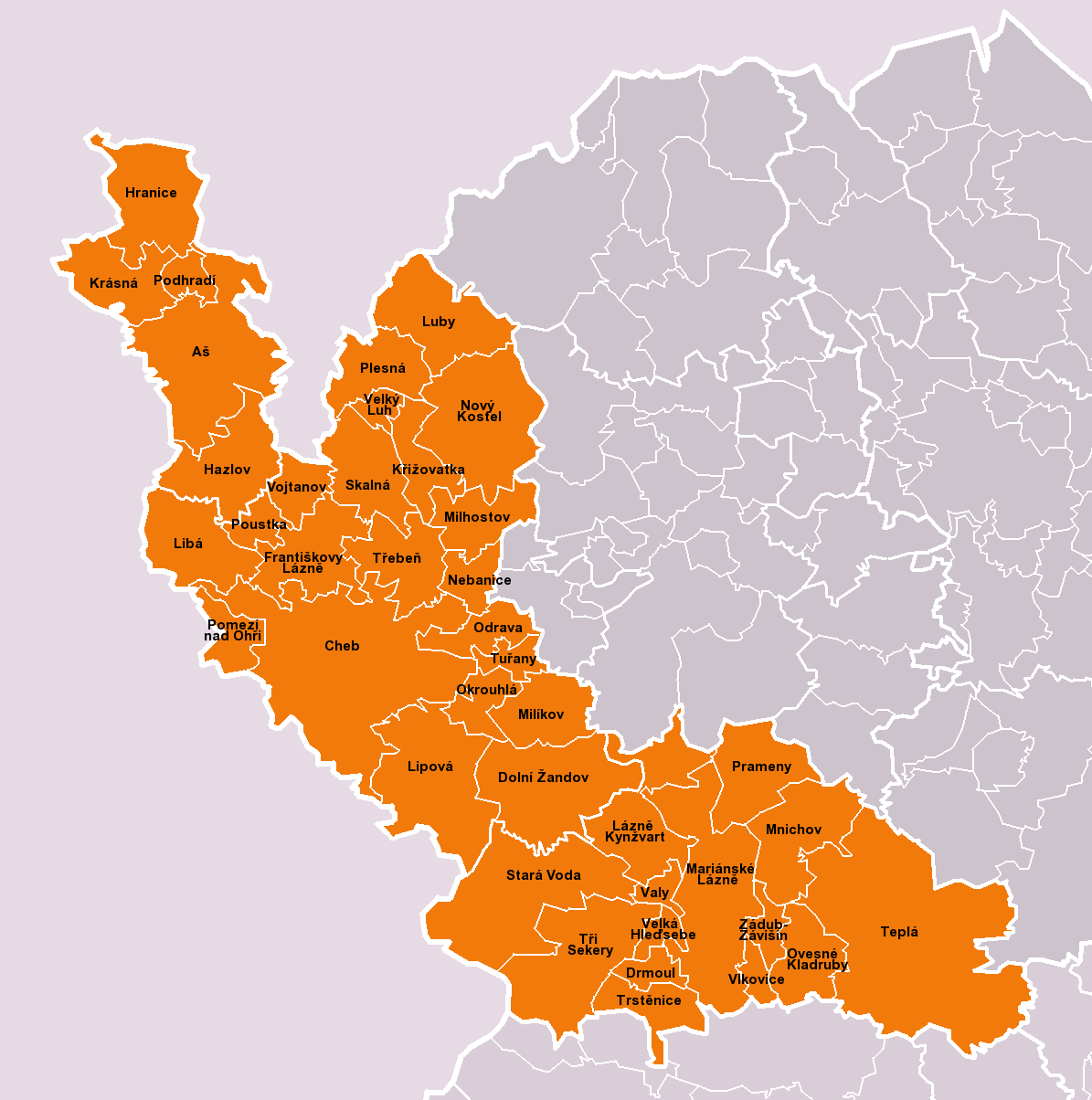
헤프구가 관할하는 지방 자치체

헤프구(체코어: Okres Cheb)는 체코 카를로비바리주를 구성하는 3개 구 가운데 하나로 행정 중심지는 헤프이며 면적은 1,045.94km2, 인구는 91,540명(2019년 1월 1일 기준), 인구 밀도는 88명/km2이다.
카를로비바리주 서부에 위치하며 40개 지방 자치체(10개 시, 30개 마을)를 관할한다. 카를로비바리주 소콜로프구, 카를로비바리구, 플젠주 타호프구, 북플젠구와 접하고 있고 서쪽으로는 독일과 국경을 접한다.